# Náměstí Míru metróállomás
Náměstí Míru egy metróállomás Prágában a prágai A metró vonalán. Ez a D metró egyik tervezett megállója is, aminek az állomását itt 2024-ben fogják elkezdeni építeni és öt évvel később lesz átadva.

## Szomszédos állomások
A metróállomáshoz az alábbi állomások vannak a legközelebb:
- Muzeum (Nemocnice Motol)
- Jiřího z Poděbrad (Depo Hostivař)

## Átszállási kapcsolatok
| A (Nemocnice Motol ↔ Depo Hostivař) |                                                      |                         |
| Állomás                             | Átszállási kapcsolatok                               | Fontosabb létesítmények |
| Náměstí Míru                        | 135 2, 4, 10, 13, 16, 22, 23, 31, 91, 92, 94, 97, 99 |                         |